# Labastida
Labastida (spanska) eller Bastida (baskiska), officiellt Labastida/Bastida, är en kommun i Spanien.   Den ligger i Álavaprovinsen i södra delen av den autonoma regionen Baskien i norra delen av landet, 250 km norr om huvudstaden Madrid. Antalet invånare är 1 565 (2024).